# Mi gitano corazón
Mi gitano corazón es la banda sonora oficial de la serie de televisión Perla, lanzada en formato digital el 23 de diciembre de 2011 y en disco compacto el 9 de febrero de 2012. El álbum es esencialmente de pop latino, aunque mezcla rock, hip hop y rhythm and blues.

## Lanzamiento
El álbum se lanzó el 9 de febrero de 2012 en formato CD con un evento en la Plaza de Maipú que fue transmitido por el matinal Bienvenidos, de Canal 13. El show reunió a más de diez mil personas, quienes vieron a Dash, Cangri, Cony, Cristóbal y Perla cantando sus más conocidas canciones. Pese a que hubo desmayos, problemas de audio y tardanza de horario, el lanzamiento del álbum fue exitoso, llegando a venderse más de mil copias solo durante el evento.

## Lista de canciones
| N.º   | Título                                                | Duración |  |
| 1.    | «Mi gitano corazón» (intérprete: Perla Ilich)         | 3:05     |  |
| 2.    | «Miles de horas» (intérprete: LOFT)                   | 4:14     |  |
| 3.    | «En tu vida» (intérprete: Cony)                       | 3:50     |  |
| 4.    | «No permitiré» (intérprete: Cony)                     | 3:56     |  |
| 5.    | «Imagina» (intérprete: Cristóbal)                     | 2:48     |  |
| 6.    | «El beso de una gitana» (intérprete: Rodrigo Stambuk) | 2:20     |  |
| 7.    | «La amistad ya se acabó» (intérprete: Cristóbal)      | 3:44     |  |
| 8.    | «Búscame» (intérprete: Belén)                         | 3:00     |  |
| 9.    | «Es mentira» (intérprete: Cony y Belén)               | 3:33     |  |
| 10.   | «Partir de cero» (intérprete: Cony)                   | 2:12     |  |
| 11.   | «Luna» (intérprete: Cristóbal)                        | 3:34     |  |
| 12.   | «En silencio» (intérprete: Cristóbal)                 | 3:42     |  |
| 13.   | «Gangsta la calle» (intérpretes: Seba y Dash)         | 3:33     |  |
| 14.   | «Esta soledad» (intérprete: Nicolás)                  | 2:12     |  |
| 15.   | «Quédate conmigo» (intérprete: Cony)                  | 3:03     |  |
| 48:46 |                                                       |          |  |

## Sencillos

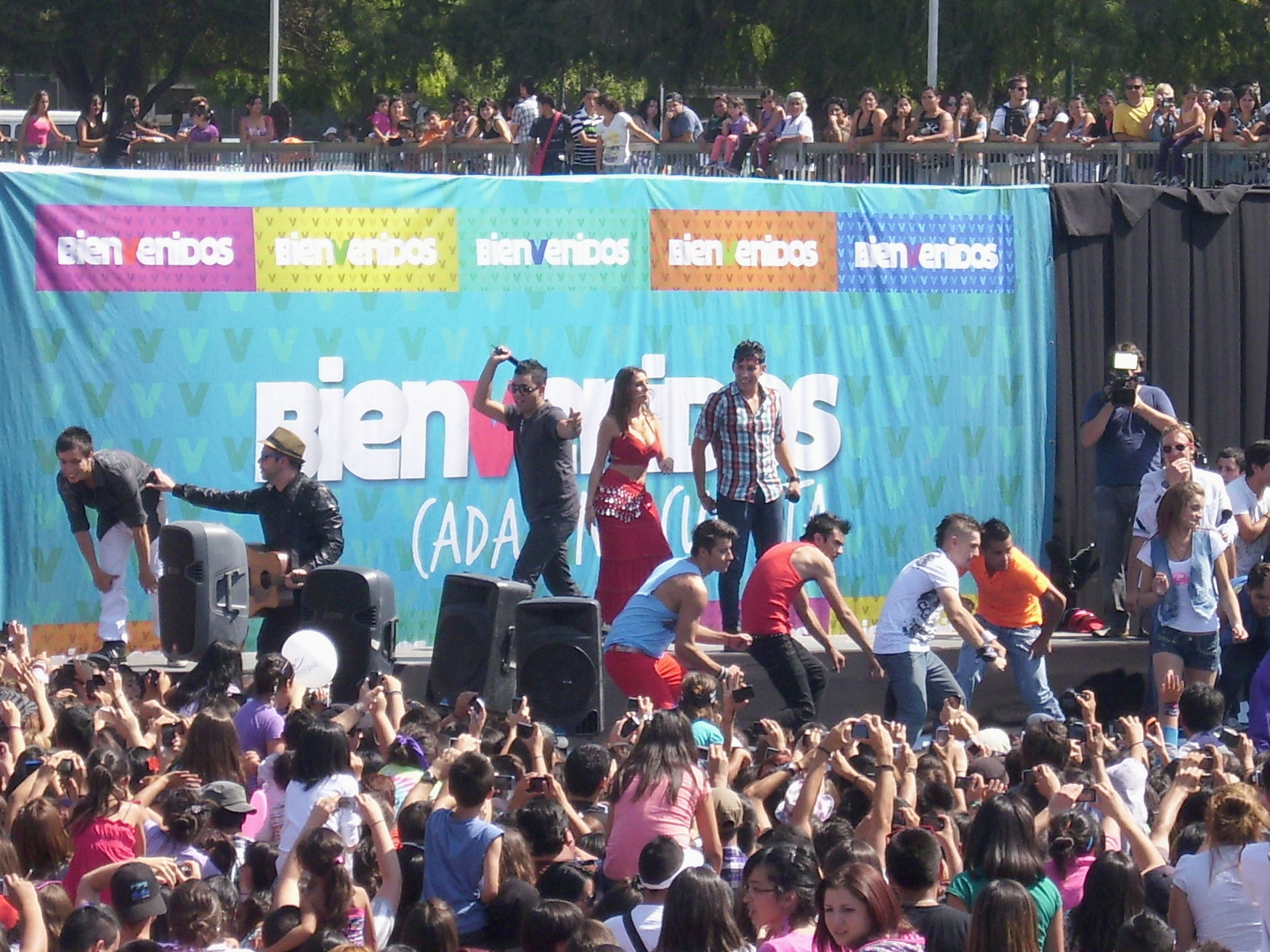
El elenco de Perla en el lanzamiento de Mi gitano corazón en la Plaza de Maipú.

El primer sencillo del álbum fue «Mi gitano corazón», escrita por Rodrigo Stambuk einterpretada por Perla Ilich, lanzado el 15 de noviembre de 2011. La canción «Gangsta la calle», de Cangry y Dash, fue lanzada como el segundo sencillo del álbum junto con un video promocional el 28 de enero de 2012. Este sencillo tiene un tono más hip hop que las otras canciones del disco. «En tu vida, interpretada por Cony, fue lanzada como tercer sencillo el 10 de febrero de 2012, también con un video. Esta canción fue lanzada anteriormente como sencillo promocional.